# Hertogin Anna-Amalia-bibliotheek
De Hertogin Anna-Amalia-bibliotheek (Duits:Herzogin-Anna-Amalia-Bibliothek) is een bibliotheek in het Duitse Weimar aan de Platz der Demokratie. Ze werd in 1691 gesticht als Herzogliche Bibliothek door Willem Ernst van Saksen-Weimar en kreeg in 1991 haar huidige naam ter gelegenheid van 300 jaar stichting (verwijzend naar Anna Amalia van Brunswijk). Ze is vooral bekend voor de ovale, drie verdiepingen tellende rococozaal (Rokokosaal). Sinds 1998 staat de bibliotheek samen met 11 andere sites van Klassiek Weimar op de Unesco-Werelderfgoedlijst. In 2004 woedde een grote brand in de bibliotheek.